# Ashley (Cambridgeshire)
Ashley è un villaggio e parrocchia civile dell'Inghilterra, appartenente alla contea del Cambridgeshire.